# 福克湖鎮區 (伊利諾伊州洛根縣)
福克湖鎮區（英語：Lake Fork Township）是位於美國伊利諾伊州洛根縣的一個行政鎮區。

## 地方資料
根據2010年美國人口普查的數據，福克湖鎮區的面積為46.00平方千米，當中陸地面積為46.00平方千米，而水域面積為0.00平方千米。當地共有人口151人，而人口密度為每平方千米3.28人。